# Rakuto Tochihara
Rakuto Tochihara (栩原 楽人 Tochihara Rakuto?,  Tokio, Japón, 19 de octubre de 1989) es un actor japonés, afiliado a Knocks. El 1 de marzo de 2018, Tochihara anunció en su sitio web que se retiraría de la industria del entretenimiento para suceder en la compañía de su padre.

## Biografía
Tochihara nació el 19 de octubre de 1989 en la ciudad de Tokio, Japón. Asistió y se graduó de la Escuela Secundaria Horikoshi, una escuela que alberga a estudiantes famosos. Su rol debut fue en la serie de anime Boogiepop Phantom, donde interpretó al personaje de Poom Poom. En 2005, obtuvo el papel protagónico de Asumu Adachi en la serie Kamen Rider Hibiki, así como también en su posterior película, Kamen Rider Hibiki & The Seven Senki. Otros papeles importantes incluyen el de Ageha Seto en el drama RH Plus como y Naoya Itsuki en la película Aquarian Age: The Movie.
El 1 de marzo de 2018, Tochihara anunció que se retiraría de la industria del entretenimiento basándose en el éxito de la compañía de su padre.

## Filmografía

### Televisión
- Mama Straightforward! (2000, TBS) como Shiyō Ozaki
- Mama Straightforward! 2 (2001, TBS) como Shiyō Ozaki
- Tengoku no Kaidan (2002, YTV)
- Hoken chōsa-in Kamata Ginko③Gyakutai no chichi satsujin jiken (2002, BS)
- Mama Straightforward! 3 (2003, TBS) como Shiyō Ozaki
- Minimoni. De Bremen no ongaku-tai (2004, NHK) como Banchō
- Kamen Rider Hibiki (2005–06) como Asumu Adachi
- RH Plus (2008) como Ageha Seto
- Ryōmaden (2010) como Okita Sōji
- Teen Court: 10-dai Saiban (2012) como Kunio Sakai

### Películas
- Kamen Rider Hibiki & The Seven Senki (2005) como Asumu Adachi
- Chakushin Ari: Final (2007) como Shin'ichi Imahara
- Junjō (2010) como Keisuke Tozaki
- Nana to Kaoru (2011) como Kaoru
- Nana to Kaoru 2 (2012) como Kaoru
- Eien no 0 (2013) como Teranishi
- Tokusō Sentai Dekaranger: 10 Years after (2015) como Assam Asimov
- Fueled: The Man They Called Pirate (2016)